# Capitão Harlock e a Nave Arcádia

## Historia
"No final de suas vidas, todos os homens olham para trás e pensam que sua juventude era arcádia ." - Goethe
Durante o início do século 20, um tempo depois após a Primeira Guerra Mundial, o explorador aéreo, o  Capitão Phantom F. Harlock está embarcando numa aventura arriscada, ao tentar a travessia das montanhas Owen Stanley na Nova Guiné e seu maior obstáculo é o fantasma da bruxa que assombra essas montanhas. Em uma última tentativa desesperada de atravessar as montanhas, Harlock retira parte do seu combustivel, para fazer o seu avião fica mais leve e sobra apenas combustivel suficiente para mais dez minutos de viagem. Assim ao continua, ele ouve a risada da bruxa Owen Stanley.
Passando os anos, perto do final da Segunda Guerra Mundial, o Phantom F. Harlock II é um piloto alemão que pilota um Messerschmitt Bf 109. Durante a derrota dos alemães, ele conhece Tochiro Oyama, um técnico de intercâmbio japonês que trabalha na Alemanha. O projeto de Tochiro é projetar uma nova mira para uso em aviões de combate. O bem mais precioso de Harlock é a mira da Revi C-12D, que ele chama de "olho". Ambos acreditam que a guerra é um desperdício e sem sentido e Tochiro fala que espera especialmente que os foguetes desenvolvidos pela Alemanha possam um dia levar a uma aplicação mais positiva, como uma viagem à lua. Assim ele deseja poder escapar da guerra e possivelmente ir para a Suíça, onde poderá realizar seu sonho. Assim, Harlock oferece para levá-lo em seu avião para leva-lo até lá eTochiro aceita, logo indo na fuselagem do avião, porém depois de sobreviver a uma briga aérea feroz, seu avião perdi altitude e força ele a cair perto da fronteira com a Suíça. Quando pousa, ele percebe que Tochiro se machucou para manter o avião em funcionamento e assim Harlock o carrega machucado para outro lado do rio para o santuário, contudo, o Harlock acaba deixando Tochiro e dando seu Revi C-12D, mas antes de entrar de novo na zona de guerra, onde Harlock espera enfrentar as conseqüências de suas ações. Embora o destino final de Harlock seja desconhecido, Tochiro promete amizade entre suas duas linhagens por toda a eternidade.
Em algum momento no final do século 30 (por volta de 2960), um oficial da Federação Solar chamado Capitão Harlock retorna para casa em seu cruzador de batalha Deathshadow para descobrir que alienígenas do Império Illumidus conquistaram a Terra e escravizaram a humanidade. No entanto, os humanos restantes culpam a ele e a outros guerreiros, pois não estavam lá para proteger o planeta quando precisavam dele. Harlock, junto com os Tokargans que têm vergonha de seu papel na queda da Terra, tentam liderar uma resistência contra os alienígenas e adotam a estratégia de luta dos antigos saqueadores. Durante o curso da luta, Harlock conhece um ex-engenheiro da Federação Solar; um homem japonês que ele nunca conheceu antes, mas ele precebe que teve que tem uma certa simpatia por esse homem. Este homem, é Tochiro Oyama e ele revela seu projeto secreto, os sonhos de todos os seus ancestrais. Escondido em uma caverna profunda sob a sede da ocupação é um navio de guerra espacial que ele projetou e construiu. Este navio é chamado Arcadia , em homenagem à eterna amizade forjada entre Phantom F. Harlock e Tochiro Oyama durante outra guerra antiga.
Harlock também conhece Emeraldas , uma velha amiga, que imediatamente se oferece para a causa. Os Tokargans, depois de testemunharem a morte da última fêmea de sua raça, sacrificaram-se para salvar a Arcádia das chamas de vida da projeção Flame Stream (também conhecida como a Bruxa Owen Stanley do Espaço). Amante de Harlock e voz da Arcadia Livre, a Maya, é que principal incentivadora de Harlock, acaba sendo morta por tiros de Illumidas. Depois que Harlock derrotou honrosamente o comandante ocupacional em combate navio-a-navio, o governante traidor da Terra, Triter, no entanto, declara os fora-da-lei Harlock e Emeraldas e os exila ao espaço. Em meio a uma Terra que prefere servidão que sua liberdade de seus novos senhores, Harlock, Emeraldas, Tochiro e sua nova tripulação pirata de idealistas e românticos se preparam para as estrelas, partindo para partes desconhecidas.

## No Brasil
O filme foi lançado pela distriuidora Brazil Home Video, a atual Sato Co. do senhor Nelson Sato, sendo exibida pela extinta Rede Manchete, o longa foi dividido em aproximadamente 5 capítulos cada, quando foi exibido. Sua dublagem foi feita pela também extinta Herbert Richers (estúdio), que contou com as vozes de Julio Chaves, que dublou Harlock, Ricardo Schnetzer, que fez a voz de Tochiro e a Emeraldas com a dublagem de Ângela Bonatti.